# Lycanades
Lycanades is een geslacht van vlinders van de familie uilen (Noctuidae), uit de onderfamilie Cuculliinae.

## Soorten
- L. pulchella Smith, 1900
- L. purpurea Grote, 1874